# Die Serpentintänzerin
Der Jongleur je německý krátký film z roku 1895. Režisérem a producentem je Max Skladanowsky (1863–1939). Film byl natočen v roce 1895 a zobrazuje mladou ženu v dlouhých a éterických šatech, jak svými rychlými otačkami, způsobující roztočení šatů, tančí, čímž napodobuje křídla motýla.
Film měl premiéru 1. listopadu 1895 spolu s dalšími krátkými filmy, které byly jako jedny z prvních promítány laternou magicou. Každý film trval přibližně šest sekund, a proto se opakovalo jejich promítání.